# Riquilda de Barcelona
Riquilda (em latim: Richilda) foi uma nobre do século X. Era filha do conde Vifredo II de Barcelona e sua esposa Garsinda de Ampúrias. Casou com o visconde Odão de Narbona, filho de Francão II e sua esposa Arsinda, e com ele gerou Matefredo, Francão, Garsinda, esposa do conde Raimundo Pôncio de Tolosa e Ruergue, e, quiçá, Maiol II. Em 920/1 ou 925/6, testemunhou, com seu cunhado Volverado, em um documento no qual se confirmava a doação feita por certo Teodorico à catedral de Narbona. Na ausência de seu marido e cunhado, provavelmente já falecidos, exerceu as prerrogativas viscondais, como indicado por documentos de 933, 936 e 955. No entanto, ao que parece, Maiol era visconde por volta de 946 e Matefredo aparece em 10 de novembro de 952, ao lado de sua esposa Adelaide, também como visconde. Faleceu antes de 13 de maio de 962.